# The Buzzard's Shadow
The Buzzard's Shadow er en amerikansk stumfilm fra 1915 af Thomas Ricketts.

## Medvirkende
- Harold Lockwood som Barnes
- May Allison som Alice Corbett
- William Stowell som Dr. Deschamps
- Harry von Meter som Unitah
- Alice Ann Rooney som Areep